# Anass Zaroury
Anass Zaroury (Mechelen, 7 november 2000) is een Marokkaans-Belgisch voetballer die doorgaans als flankaanvaller speelt. Hij staat sinds augustus 2022 onder contract bij Burnley FC, dat hem weghaalde bij Sporting Charleroi. Zaroury debuteerde in 2022 in het Marokkaans voetbalelftal.

## Clubcarrière

### Lommel SK
Zaroury werd in 2019 door Lommel SK weggeplukt uit de jeugdopleiding van Zulte Waregem. In zijn eerste seizoen bij Lommel kreeg hij slechts met mondjesmaat speelkansen in het eerste elftal, maar in het seizoen 2020/21 greep hij volop zijn kans: bij de jaarwisseling had hij al zes goals en één assist achter zijn naam staan in Eerste klasse B.

### Sporting Charleroi
Op 1 februari 2021 ondertekende Zaroury een contract voor tweeënhalf jaar bij Sporting Charleroi, dat hem evenwel het seizoen liet uitdoen bij Lommel. Zaroury speelde nog mee in negen van de elf resterende competitiewedstrijden en eindigde met de Lommelaars derde.
Zaroury maakte op 24 juli 2021 zijn officiële debuut voor Sporting Charleroi: in de competitiewedstrijd tegen KV Oostende stond hij meteen in de basis. Zaroury kon meteen scoren in zijn debuutwedstrijd: in de 50e minuut zette hij de 0-2 op het bord, hiermee hielp hij zijn club aan de uiteindelijke 0-3-overwinning. In augustus 2021 was Zaroury nog tweemaal beslissend voor Charleroi: op de vierde competitiespeeldag maakte hij gelijk in het 1-1-gelijkspel tegen Antwerp FC, een week later zorgde hij in het 2-2-gelijkspel tegen Zulte Waregem voor het openingsdoelpunt. Eind augustus werd Zaroury verkozen tot beste Charleroi-speler van de maand juli.
Zaroury miste in zijn eerste volledige seizoen bij Charleroi slechts twee wedstrijden: op de zevende speeldag van de reguliere competitie moest hij wegens een blessure verstek geven tegen KAA Gent, en ook op de slotspeeldag van Play-off II ontbrak hij tegen Gent. Zaroury mocht twintig keer starten en viel achttien keer in. In de Beker van België speelde hij 120 minuten mee tegen zijn ex-club Lommel SK en zette hij in de strafschoppenserie een strafschop om, maar door de misser van Guillaume Gillet was het Lommel dat ten koste van Charleroi doorging.
In het seizoen 2022/23 maakte Zaroury een goede start bij Charleroi: op de openingsspeeldag opende hij de score in de 3-1-zege tegen KAS Eupen, en op de vijfde speeldag legde hij in de 89e minuut de 1-3-eindscore vast tegen Zulte Waregem nadat hij pas in de 80e minuut inviel.

### Burnley FC
In augustus 2022 ondertekende Zaroury een vierjarig contract bij de Engelse tweedeklasser Burnley FC, waar Vincent Kompany sinds kort aan het roer zat. Eerder die zomer had Burnley ook al Josh Cullen, Vitinho, Samuel Bastien en Benson Manuel weggeplukt uit de Jupiler Pro League. Burnley betaalde zo'n vier miljoen euro voor hem.

## Clubstatistieken
| Seizoen         | Club               | Land              | Competitie      | Competitie | Competitie | Beker | Beker | Supercup | Supercup | Europees | Europees | Totaal | Totaal |
| Seizoen         | Club               | Land              | Competitie      | Wed.       | Dlp.       | Wed.  | Dlp.  | Wed.     | Dlp.     | Wed.     | Dlp.     | Wed.   | Dlp.   |
| --------------- | ------------------ | ----------------- | --------------- | ---------- | ---------- | ----- | ----- | -------- | -------- | -------- | -------- | ------ | ------ |
| 2019/20         | Lommel SK          | Vlag van België   | Eerste klasse B | 5          | 0          | 1     | 1     | —        | —        | —        | —        | 6      | 1      |
| 2020/21         | Lommel SK          | Vlag van België   | Eerste klasse B | 16         | 6          | 1     | 0     | —        | —        | —        | —        | 17     | 6      |
| 2020/21         | Sporting Charleroi | Vlag van België   | Eerste klasse A | 0          | 0          | 0     | 0     | —        | —        | 0        | 0        | 0      | 0      |
| 2020/21         | → Lommel SK        | Vlag van België   | Eerste klasse B | 9          | 1          | 1     | 0     | —        | —        | —        | —        | 10     | 1      |
| 2021/22         | Sporting Charleroi | Vlag van België   | Eerste klasse A | 38         | 5          | 1     | 0     | —        | —        | —        | —        | 39     | 5      |
| 2022/23         | Sporting Charleroi | Vlag van België   | Eerste klasse A | 5          | 2          | 0     | 0     | —        | —        | —        | —        | 5      | 2      |
| 2022/23         | Burnley FC         | Vlag van Engeland | Championship    | 13         | 4          | 1     | 2     | —        | —        | —        | —        | 14     | 6      |
| Carrière totaal | Carrière totaal    | Carrière totaal   | Carrière totaal | 86         | 18         | 5     | 3     | 0        | 0        | 0        | 0        | 91     | 21     |

Bijgewerkt op 16 december 2022.

## Interlandcarrière
Zaroury debuteerde in 2017 als Belgisch jeugdinternational. In november 2022 nam Walid Regragui de 22-jarige Zaroury, die in september 2022 nog uitkwam voor de Belgische beloften, op in de Marokkaanse WK-selectie. Zaroury maakte aanvankelijk geen deel uit van de Marokkaanse WK-selectie, maar door de blessure van Amine Harit werd Zaroury er uiteindelijk toch nog bijgehaald. Op 17 november 2022 maakte hij zijn interlanddebuut voor Marokko: in een vriendschappelijke interland tegen Georgië (3-0-zege) liet Regragui hem in de 69e minuut invallen voor Hakim Ziyech.
| Interlands van Anass Zaroury | Interlands van Anass Zaroury | Interlands van Anass Zaroury | Interlands van Anass Zaroury | Interlands van Anass Zaroury | Interlands van Anass Zaroury | Interlands van Anass Zaroury |
| No.                          | Datum                        | Wedstrijd                    | Uitslag                      | Soort Wedstrijd              | Doelpunten                   |                              |
| Als speler bij Burnley FC    | Als speler bij Burnley FC    | Als speler bij Burnley FC    | Als speler bij Burnley FC    | Als speler bij Burnley FC    | Als speler bij Burnley FC    | Als speler bij Burnley FC    |
| ---------------------------- | ---------------------------- | ---------------------------- | ---------------------------- | ---------------------------- | ---------------------------- | ---------------------------- |
| 1.                           | 17 november 2022             | Marokko – Georgië            | 3 – 0                        | Vriendschappelijk            | -                            |                              |
| Totaal                       | Totaal                       | Totaal                       | Totaal                       | Totaal                       | -                            |                              |

Bijgewerkt tot 16 december 2022
1 Pandur ·
2 Coyle  ·
3 Giles ·
4 Hughes ·
5 Jones ·
6 McLoughlin ·
7 Millar ·
8 Mehlem ·
9 Bedia ·
11 Sinik ·
12 Pedro ·
14 Vaughan ·
16 Longman ·
17 Burns ·
18 Simons ·
19 Alzate ·
20 Puerta ·
22 Rushworth ·
23 Drameh ·
25 Zambrano ·
26 Smith ·
27 Slater ·
29 Jacob ·
31 Racioppi ·
32 Lo-Tutala ·
33 Belloumi ·
34 Cartwright ·
36 Jarvis ·
40 Foster ·
41 Sellars-Fleming ·
43 Ashbee ·
44 Kamara ·
45 Palmer ·
47 Tinsdale ·
48 Burstow ·
Coach: Walter
1 Bounou ·
2 Hakimi ·
3 Mazraoui ·
4 Amrabat ·
5 Aguerd ·
6 Saïss  ·
7 Ziyech ·
8 Ounahi ·
9 Hamdallah ·
10 Zaroury ·
11 Sabiri ·
12 Munir ·
13 Chair ·
14 Aboukhlal ·
15 Amallah ·
16 Ezzalzouli ·
17 Boufal ·
18 El Yamiq ·
19 En-Nesyri ·
20 Dari ·
21 Cheddira ·
22 Tagnaouti ·
23 El Khannous ·
24 Benoun ·
25 Attiyat Allah ·
26 Jabrane ·
Coach: Regragui